# Anatrichus erinaceus
Anatrichus erinaceus är en tvåvingeart som beskrevs av Friedrich Hermann Loew 1860. Anatrichus erinaceus ingår i släktet Anatrichus och familjen fritflugor. Inga underarter finns listade i Catalogue of Life.